# Henry Ruggs
Henry James Ruggs III (Montgomery, 24 gennaio 1999) è un giocatore di football americano statunitense free agent col ruolo di wide receiver.
Scelto dai Las Vegas Raiders al primo giro (12º assoluto) del Draft NFL 2020, il 2 novembre 2021 Ruggs fu accusato di guida in stato di ebbrezza dopo essere stato coinvolto in un incidente stradale che ha causato la morte di una donna di 23 anni e del suo cane; i Raiders lo svincolarono lo stesso giorno. Il 9 agosto 2023 Ruggs fu condannato a dieci anni di carcere.

## Carriera universitaria
Ruggs, originario di Montgomery (Alabama) in Alabama, cominciò a giocare a football alla locale Robert E. Lee High School, venendo valutato come un prospetto medio-alto (quattro stelle su cinque) per il college football, e classificato dalla testata sportiva specializzata 247 Sports come il secondo miglior giocatore uscente dalle high school dell'Alabama. Ruggs ricevette offerte di borse di studio da oltre 20 università e scelse di andare all'Università dell'Alabama con i Crimson Tide che militano nella Southeastern Conference (SEC) della Divisione I della Football Bowl Subdivision (FBS) della NCAA.
Nella sua prima stagione ad Alabama, nel 2017, Ruggs ebbe 12 ricezioni per 229 yard e 6 touchdown. A fine stagione i Crimson Tide vinsero il campionato NCAA. L'anno seguente totalizzò 46 ricezioni per 741 yard e 11 touchdown. Nel 2019, la sua ultima stagione nel college football, fece registrare 40 ricezioni per 746 yard e 7 touchdown.
Il 6 gennaio 2020 annunciò la sua intenzione di passare tra i professionisti.
Premi e riconoscimenti
- Campionato nazionale NCAA (2017)

Statistiche al college
| Stagione | Stagione | Stagione   | Stagione   | Stagione | Stagione | Ricezioni | Ricezioni | Ricezioni | Ricezioni | Ricezioni |
| Anno     | Squadra  | Campionato | Conference | P        | PT       | Ric       | Yard      | Media     | Max       | TD        |
| -------- | -------- | ---------- | ---------- | -------- | -------- | --------- | --------- | --------- | --------- | --------- |
| 2017     | Alabama  | FBS Div. I | SEC        | 12       | 0        | 12        | 229       | 19,1      | 60        | 6         |
| 2018     | Alabama  | FBS Div. I | SEC        | 15       | 15       | 46        | 741       | 16,1      | 57        | 11        |
| 2019     | Alabama  | FBS Div. I | SEC        | 12       | 12       | 40        | 746       | 18,7      | 81        | 7         |
| Totale   | Totale   | Totale     | Totale     | 39       | 27       | 98        | 1.716     | 17,5      | 81        | 24        |

Fonte: Football Database
In grassetto i record personali in carriera

## Carriera professionistica
Ruggs fu scelto nel corso del primo giro (12º assoluto) del Draft NFL 2020 dai Las Vegas Raiders, il primo ricevitore chiamato. Debuttò come professionista nella gara del primo turno contro i Carolina Panthers ricevendo 3 passaggi per 55 yard dal quarterback Derek Carr. Dopo avere saltato due partite per infortunio tornò in campo nella settimana 5 facendo registrare 2 ricezioni per 118 yard e un touchdown nella vittoria sui Kansas City Chiefs campioni in carica. Quella rimase la miglior partita della sua stagione da rookie, chiusa con 26 ricezioni per 452 yard e 2 touchdown in 13 presenze.
Nel 2021, alla sua seconda stagione con i Raiders,  fino alla settimana 7 ha collezionato 24 ricezioni per 469 yard e 2 touchdown in 7 presenze.
Il 2 novembre 2021 è stato svincolato dai Raiders dopo l'arresto con l'accusa di guida in stato di ebbrezza per un incidente automobilistico in cui è deceduta una donna di 23 anni.

## Incidente automobilistico mortale
Il 2 novembre 2021 Ruggs si schiantò a forte velocità con l'automobile su un altro veicolo a Spring Valley, poco fuori Las Vegas: secondo la polizia l'autista dell'automobile colpita da Ruggs, la ventitreenne Tina Tintor, e il suo cane morirono tra le fiamme causate dall'incidente. Ruggs fu accusato di guida in stato di ebbrezza con conseguenze mortali e guida spericolata.
Ore prima dell'incidente Ruggs e la sua fidanzata, Kiara Kilgo-Washington, furono visti bere in un locale sulla Las Vegas Strip. La coppia lasciò il locale dopo mezzanotte nell'automobile di Ruggs, una Chevrolet Corvette Stingray pesantemente modificata. La polizia produsse prove che dimostravano che intorno alle ore 3:39 del mattino Ruggs procedeva ad una velocità di 156 miglia all'ora (251 km/h) quando, trovandosi davanti la Toyota RAV4 della Tintor, provava a rallentare ma perdeva il controllo del veicolo che impattava l'altra automobile a circa  120 miglia all'ora (190 km/h). Il medico legale della Contea di Clark stabilí che la Tintor e il suo cane erano sopravvissuti allo schianto ed erano stati invece uccisi dalle fiamme che avevano avvolto l'auto dopo l'urto.
Ruggs e la fidanzata Kilgo-Washington furono trasportati in ospedale con ferite non gravi.

### Procedimenti legali
Ruggs fu dimesso dall'ospedale poche ore dopo, venendo arrestato dalla polizia metropolitana di Las Vegas che lo condusse nel carcere della Contea di Clark. Il giorno successivo fu rilasciato dietro cauzione di 150.000 dollari.
Il 10 marzo 2022 un giudice pospose l'udienza preliminare al 10 maggio successivo, con l'avvocato difensore di Ruggs che dichiarò che una serie di investigazioni su quanto accaduto erano ancora in corso. Se ritenuto colpevole di tutte le accuse mosse, Ruggs poteva essere condannato dai 3 ai 26 anni di carcere e 10.000 dollari di multa: da 2 a 20 anni per l'incidente mortale guidando in stato di ebbrezza, più da 1 a 6 anni per la guida spericolata e per ogni capo di accusa 5.000 dollari di multa.
Nell'udienza preliminare furono presentati i verbali della polizia in cui era riportato che Ruggs si era rifiutato di effettuare un alcool test e che furono invece effettuate delle analisi del sangue a due ore dall'incidente che avevano riscontrato un tasso alcolemico pari a 0,161%, più del doppio del limite ammesso in Nevada. L'avvocato difensore David Chesnoff argomentò che Ruggs non era stato in grado di effettuare l'alcool test a causa delle ferite riportate nell'incidente e inoltre chiese che le analisi del sangue di Ruggs non fossero ammesse come prove in quanto la polizia non aveva un motivo fondato per effettuarle: il giudice rigettò le richieste della difesa e dichiarò ammissibili le analisi del sangue come prove.
Il 2 maggio 2023 Ruggs, dopo 18 mesi agli arresti domiciliari, dichiarò davanti ad un giudice di Las Vegas la volontà di patteggiare, riconoscendosi colpevole di aver guidato ubriaco a 156 miglia all'ora (251 km/h) e di aver causato l'incidente automobilistico mortale. Il 10 maggio 2023 Ruggs si dichiarò ufficialmente colpevole davanti ad una corte statale che rimandó quindi ad agosto 2023 la decisione sulla sentenza, prevista dai tre ai dieci anni di carcere.
Il 9 agosto 2023 un giudice della Contea di Clark sentenzió per Ruggs una condanna di dieci anni, con almeno tre anni da scontare in un carcere del Nevada prima di poter ottenere la libertà condizionata.